# کنجی تومیتا (سیاستمدار)
کنجی تومیتا ((به ژاپنی: 富田健治 Kenji Tomita); ۱ نوامبر ۱۸۹۷ – ۲۳ مارس ۱۹۷۷) سیاستمدار منشی کابینه در زمان نخست‌وزیری فومیمارو کونوئه اهل ژاپن بود.